# Allocasuarina torulosa
Allocasuarina torulosa, vrsta skupocjenog i cijenjenog zimzelenog drveta porodice presličnjakovki (Casuarinaceae), red bukvolike (Fagales). Domovina mu je Queensland i Novi Južni Wales. Prvotno ga je opisao William Aiton pod imenom Casuarina torulosa, a u svoj sadašnji vlastiti rod Allocasuarina, klasificirao ga je 1982. godine australski botaničar Lawrie Johnson.
Drvo je crvenkastoroze do smeđe boje, na cijeni u stolarskim i tokarskim poslovima, kao na primjer za izradu držaka za noževe i druge slične predmete.

## Sinonimi
- Casuarina ericoides Gentil
- Casuarina lugubris Salisb.
- Casuarina tenuissima Sieber ex Spreng.
- Casuarina torulosa Aiton
- Casuarina torulosa f. gracilior Miq.

- stablo
- Plod
- lišće